# Довгожитель
Довгожи́тель, довгожителька — людина, яка вирізняється довголіттям. Довгожителем(-кою) вважається людина, яка досягла віку понад 90 років. Людей, які досягли віку понад 110 років називають супердовгожителями. У переносному сенсі довгожителями можуть називатися живі організми, вік яких значно перевищує середній вік представників їх виду.

## Статистика та демографія
У світі є кілька місць, де компактно проживають багато довгожителів. Такі місця називають «блакитними зонами». Цей термін вперше з'явився на обкладинці журналу National Geographic в листопаді 2005 року в статті Дена Буеттнера «Секрети довгого життя». Буеттнер визначив п'ять географічних районів планети, де люди живуть статистично довше, ніж в інших місцях:
- Префектура Окінава (Японія);
- Острів Сардинія (Італія);
- Півострів Нікоя (Коста-Рика);
- Острів Ікарія (Греція);
- Місто Лома-Лінда (штат Каліфорнія, США (в основному серед прихильників релігійного руху адвентизму).

## Верифікація
Верифікованим (перевіреним, підтвердженим) називається довгожитель, дата народження якого підтверджується перевіреними документами: свідоцтвом про народження, записами в церковних книгах. Верифікація фіксується такими організаціями, як Група геронтологічних досліджень (з 1990 року) та Книга рекордів Гіннеса.
Довгожителя вважають частково верифікованим, якщо документально його вік підтверджений, але цьому суперечать деякі суперечні факти чи відомості.
Неверифікованими довгожителями називають тих довгожителів, які стверджують про свій досить значний вік, але ці твердження не можна підтвердити документально через втрату документів, що вказують точну, перевірену дату народження.
Найстарішим повністю верифікованим довгожителем в історії є французька супердовгожителька Жанна Кальман (21 лютого 1875 року — 4 серпня 1997 року), яка прожила 122 роки і 164 дні.

## Найстаріші повністю верифіковані довгожителі

### 10 найстаріших повністю верифікованих довгожителів
Даний список включає 10 найстаріших повністю верифікованих довгожителів в історії за версією Групи геронтологічних досліджень. Оскільки всі люди в цьому списку прожили понад 110 років, всі вони були, або ще є, супердовгожительками. Всі люди в цьому списку є жінками, тому окремого списку для жінок не наведено, а нижче розташований такий список для чоловіків.
      Померли
      Живі
| Nº | Ім'я                 | Стать  | Дата народження        | Дата смерті          | Вік станом на 17 травня 2025 року | Країна  |
| -- | -------------------- | ------ | ---------------------- | -------------------- | --------------------------------- | ------- |
| 1  | Жанна Кальман        | Жіноча | 21 лютого 1875 року    | 4 серпня 1997 року   | 122 роки, 164 дні                 | Франція |
| 2  | Танака Кане          | Жіноча | 2 січня 1903           | 19 квітня 2022       | 119 років, 107 днів               | Японія  |
| 3  | Сара Кнаус           | Жіноча | 24 вересня 1880 року   | 30 грудня 1999 року  | 119 років, 97 днів                | США     |
| 4  | Люсіль Рандон        | Жіноча | 11 лютого 1904 року    | 17 січня 2023        | 118 років, 340 днів               | Франція |
| 5  | Тадзіма Набі         | Жіноча | 4 серпня 1900 року     | 21 квітня 2018 року  | 117 років, 260 днів               | Японія  |
| 6  | Марі-Луїза Мейор     | Жіноча | 29 червня 1880 року    | 16 квітня 1998 року  | 117 років, 230 днів               | Канада  |
| 7  | Вайолет Браун        | Жіноча | 10 березня 1900 року   | 15 вересня 2017 року | 117 років, 189 днів               | Ямайка  |
| 8  | Марія Браньяс Морера | Жіноча | 4 березня 1907 року    | 19 серпня 2024       | 117 років, 168 днів               | Іспанія |
| 9  | Емма Морано          | Жіноча | 29 листопада 1899 року | 15 квітня 2017 року  | 117 років, 137 днів               | Італія  |
| 10 | Міяко Тійо           | Жіноча | 2 травня 1901 року     | 22 липня 2018 року   | 117 років, 81 день                | Японія  |

### 10 найстаріших повністю верифікованих чоловіків-довгожителів
Даний список включає 10 найстаріших повністю верифікованих чоловіків-довгожителів в історії за версією Групи геронтологічних досліджень. Оскільки всі чоловіки в цьому списку прожили понад 110 років, всі вони були, або ще є, супердовгожителями.
      Померли
      Живі
| Nº | Ім'я                       | Дата народження      | Дата смерті            | Вік станом на 17 травня 2025 року | Країна      |
| -- | -------------------------- | -------------------- | ---------------------- | --------------------------------- | ----------- |
| 1  | Кімура Дзіроемон           | 19 квітня 1897 року  | 12 червня 2013 року    | 116 років, 54 дні                 | Японія      |
| 2  | Крістіан Мортенсен         | 16 серпня 1882 року  | 25 квітня 1998 року    | 115 років, 252 дні                | США         |
| 3  | Еміліано Меркадо дель Торо | 21 серпня 1891 року  | 24 січня 2007 року     | 115 років, 156 днів               | Пуерто-Рико |
| 4  | Метью Бірд                 | 9 липня 1870 року    | 16 лютого 1985 року    | 114 років, 222 дні                | США         |
| 5  | Волтер Брюнінґ             | 21 вересня 1896 року | 14 квітня 2011 року    | 114 років, 205 днів               | США         |
| 6  | Тюґандзі Юкіті             | 23 березня 1889 року | 28 вересня 2003 року   | 114 років, 189 днів               | Японія      |
| 7  | Жоан Ріудавец Мой          | 15 грудня 1889 року  | 5 березня 2004 року    | 114 років, 81 день                | Іспанія     |
| 8  | Фредерік Гарольд Гейл      | 1 грудня 1890 року   | 19 листопада 2004 року | 113 років, 354 дні                | США         |
| 9  | Ізраел Криштал             | 15 вересня 1903 року | 11 серпня 2017 року    | 113 років, 330 днів               | Ізраїль     |
| 10 | Джонсон Паркс              | 15 жовтня 1884 року  | 17 липня 1998 року     | 113 років, 275 днів               | США         |

### 10 найстаріших повністю верифікованих довгожителів, що нині живуть
Даний список включає в себе десять найстаріших повністю верифікованих довгожителів, що нині живуть за версією Групи геронтологічних досліджень. Оскільки всі люди в цьому списку прожили понад 110 років, всі вони є супердовгожителями.
Жирним шрифтом виділено людей, які визнані найстарішими нині живими повністю верифікованими супердовгожителями у своїх країнах.
| Nº | Ім'я           | Стать  | Дата народження | Вік станом на 17 травня 2025 року | Країна          |
| -- | -------------- | ------ | --------------- | --------------------------------- | --------------- |
| 1  | Етель Катерхем | Жіноча | 21 серпня 1909  | 115 років, 269 днів               | Велика Британія |

### Список найстаріших повністю верифікованих чоловіків-супердовгожителів, що нині живуть
Цей список включає найстаріших повністю верифікованих чоловіків-супердовгожителів, які нині живі, і вік яких підтверджено Групою геронтологічних досліджень або Книгою рекордів Гіннеса.
| Nº | Ім'я              | Дата народження | Вік станом на 17 травня 2025 року | Країна   |
| -- | ----------------- | --------------- | --------------------------------- | -------- |
| 1  | Жуан Марінью Нето | 5 жовтня 1912   | 112 років, 224 дні                | Бразилія |

## Довгожителі України
Найстарішою повністю верифікованою супердовгожителькою, яка народилася на території сучасної України, є полячка Текля Юневич (пол. Tekla Juniewicz). Вона народилася 10 червня 1906 року в селі Крупське, Миколаївського району, Львівської області (на той час частина Австро-Угорщини). В листопаді 1945 року переїхала до Польщі, де і прожила все подальше життя. Офіційно визнається другою найстарішою людиною в історії, яка народилась на території сучасної України, а також найстарішою людиною в історії Польщі. Померла 19 серпня 2022 року у віці 116 років і 70 днів.
Ще однією повністю верифікованою супердовгожителькою, яка народилася на території сучасної України, є Голді Міхельсон (англ. Goldie Michelson), до шлюбу Кораш (англ. Corash). Вона народилася 8 серпня 1902 року в Єлисаветграді (теперішній Кропивницький) в єврейській родині. Коли їй було 2 роки, її сім'я переїхала в США, де Голді і прожила все своє життя. Померла 8 липня 2016 року у віці 113 років і 335 днів, не доживши місяць до свого 114-річчя. Офіційно визнається найстарішою людиною в історії, яка народилась на території сучасної України, а також другою найстарішою людиною, що народилась в Російській імперії.
Відомим довгожителем, який народився в Україні, є підприємець, меценат, племінник засновника заповідника «Асканія-Нова» Фрідріха фон Фальц-Фейна — Едуард Фальц-Фейн. Народився 14 вересня 1912 року в селі Гаврилівка, тоді село в Херсонській губернії Російської імперії (зараз в Нововоронцовському районі Херсонської області). Проживав у місті Вадуц (столиця Ліхтенштейну). Едуа́рд Фальц-Фейн загинув 17 листопада 2018 року унаслідок пожежі в своєму будинку у Вадуці у віці 106 років, 64 дні.
18 листопада 2015 року зареєстровано рекорд України з найбільшого сумарного віку подружньої пари — 190 років (97 та 93 роки). Разом 97-річний Мокляк Андрій Олексійович і 93-річна Мокляк Анна Артемівна з Нових Санжар на Полтавщині прожили, на той час, 70 років.

### Деякі неверифіковані довгожителі України
Даний список включає в себе деяких найстаріших неверифікованих українських довгожителів. Хоча вік деяких з них підтверджувався Національним реєстром рекордів України, проте вік жодного довгожителя не був офіційно визнаним Групою геронтологічних досліджень. Оскільки всі люди в цьому списку (як вони стверджували(-ють), прожили більше 110-ти років, то всі вони були або є супердовгожителями.
      Померли
      Живі
| Nº | Ім'я                | Стать    | Дата народження                            | Дата смерті                   | Вік станом на 17 травня 2025 року |
| -- | ------------------- | -------- | ------------------------------------------ | ----------------------------- | --------------------------------- |
| 1  | Христина Нагорна    | Жіноча   | 1 липня 1900 року                          | 3 листопада 2017 року         | 117 років, 125 днів               |
| 2  | Катерина Козак      | Жіноча   | 14 лютого 1897 року                        | 13 березня 2014 року          | 117 років, 27 днів                |
| 3  | Григорій Нестор     | Чоловіча | 15 березня 1891 року                       | 15 грудня 2007 року           | 116 років, 275 днів               |
| 4  | Параска Натарова    | Жіноча   | 28 жовтня 1886 року                        | 4 грудня 2002 року            | 116 років, 37 днів                |
| 5  | Єфросинія Павлюк    | Жіноча   | 8 січня 1904 року                          | 7 серпня 2016 року            | 112 років, 212 днів               |
| 6  | Петро Лизан         | Чоловіча | 12 травня 1900 року                        | 12 листопада 2012 року        | 112 років, 184 дні                |
| 7  | Антоніна Тищенко    | Жіноча   | 21 лютого 1901 року                        | 9 червня 2013 року            | 112 років, 108 днів               |
| 8  | Петро Калнишевський | Чоловіча | 20 червня 1690 року або (липень 1691 року) | 31 жовтня (13 листопада) 1803 | бл. 112 років                     |
| 9  | Мусій Кричевський   | Чоловіча | 25 лютого 1897 року                        | 26 грудня 2008 року           | 111 років, 305 днів               |
| 10 | Євгенія Тебенчук    | Жіноча   | 15 січня 1902 року                         | 9 серпня 2013 року            | 111 років, 206 днів               |

### Список довгожителів-емігрантів з України
В даному списку представлені довгожителі, які народилися на території теперішньої України, але емігрували в інші країни. Оскільки всі люди в цьому списку прожили понад 110 років, всі вони є супердовгожителями.
      Верифіковані
      Живі (верифіковані)
      Очікують на верифікацію
      Неверифіковані
| Nº | Ім'я                        | Стать    | Дата народження      | Дата смерті           | Вік станом на 17 травня 2025 року | Країна                    |
| -- | --------------------------- | -------- | -------------------- | --------------------- | --------------------------------- | ------------------------- |
| 1  | Текля Юневич                | Жіноча   | 10 червня 1906 року  | 19 серпня 2022        | 116 років, 70 днів                | Україна — Польща          |
| 2  | Голді Міхельсон             | Жіноча   | 8 серпня 1902 року   | 8 липня 2016 року     | 113 років, 335 днів               | Україна — США             |
| 3  | Юзеф Ковальський            | Чоловіча | 2 лютого 1900 року   | 7 грудня 2013 року    | 113 років, 307 днів               | Україна — Польща          |
| 4  | Перл Луцко                  | Жіноча   | 15 лютого 1899 року  | 2 листопада 2011 року | 112 років, 260 днів               | Україна — Канада          |
| 5  | Тіллі Ослендер              | Жіноча   | 24 березня 1907 року | 1 червня 2019 року    | 112 років, 69 днів                | Україна — Канада          |
| 6  | Ванда Вержлейська           | Жіноча   | 3 березня 1906 року  | 14 січня 2012 року    | 111 років, 317 днів               | Україна — Польща          |
| 7  | Кетрін Вовчук               | Жіноча   | 18 серпня 1901 року  | 8 січня 2013 року     | 111 років, 143 дні                | Україна — Канада          |
| 8  | Єжи Паячковський-Дидинський | Чоловіча | 19 липня 1894 року   | 6 грудня 2005 року    | 111 років, 140 днів               | Україна — Велика Британія |
| 9  | Женя Бройтман               | Жіноча   | 21 серпня 1899 року  | 25 жовтня 2010 року   | 111 років, 65 дні                 | Україна — Німеччина       |
| 10 | Агрипина Кондратова         | Жіноча   | 15 червня 1906 року  | 13 травня 2017 року   | 110 років, 332 дні                | Україна — США             |
| 11 | Сергій Куліш                | Чоловіча | 31 березня 1906 року | 29 січня 2017 року    | 110 років, 304 дні                | Україна — США             |